# Cartas de Sensibilidade Ambiental a derrames de óleo
As Cartas de Sensibilidade Ambiental para Derramamento de Óleos e seus Derivados (Cartas SAO) são ferramentas importantes para fonte de informação primária de um determinado ecossistema. As Cartas SAO apresentam-se como uma aplicabilidade relativamente inovadora dentro de um contexto conjutural nacional, tendo seu início no Estado do Ceará e nas bacias de Potiguar, porém, desde da década de 1970 estas são utilizadas pelo mundo nas zonas costeiras.
As Cartas SAO podem englobar três tipos de escala.
1. .Escala Regional.
2. .Escala Tática.
3. .Escala Operacional.